# Войны в доспехах (фильм)
«Во́йны в доспе́хах» (англ. Armor Wars) — будущий американский супергеройский фильм, основанный на одноимённой сюжетной арке Marvel Comics. Проект станет частью медиафраншизы «Кинематографическая вселенная Marvel» (КВМ). Производством фильма занимается Marvel Studios, главным сценаристом выступает Яссер Лестер.
Дон Чидл вернётся к роли Джеймса Роудса / Воителя из фильмов и сериалов КВМ; в фильме также сыграет Уолтон Гоггинс. О разработке проекта и возвращении Чидла было объявлено в декабре 2020 года, участие Лестера было подтверждено в августе 2021 года. В сентябре 2022 года Marvel Studios решила переработать сериал в полнометражный фильм, при этом Чидл и Лестер остались в проекте. Ожидается, что съёмки будут проходить на студии Trilith Studios в Атланте, штат Джорджия.

## Сюжет
Джеймс Роудс столкнётся с главным страхом Тони Старка, когда технологии Старка попадут не в те руки.

## Актёрский состав
- Дон Чидл — Джеймс «Роуди» Роудс / Воитель:
Офицер Военно-воздушных сил США и один из Мстителей, который управляет бронёй Воителя[1]. В «Войнах в доспехах» будут показаны новые разновидности брони Воителя[2], и Чидл рассказал, что в фильме впервые можно будет увидеть, «кто такой [Роудс] и что управляет им»[3].
- Уолтон Гоггинс — Сонни Бёрч: «Криминальный авторитет средней руки», продающий различные технологии на чёрном рынке. Гоггинс вновь исполняет свою роль из фильма «Человек-муравей и Оса» (2018)[4].

## Производство

### Предыстория
Дон Чидл рассказал в феврале 2010 года, что Marvel Studios не сообщала ему о потенциальном спин-оффе для Джеймса Роудса / Воителя, поэтому актёр предположил, что таковой проект не состоится. Однако в ноябре того же года Marvel отправила сценаристам предложение о фильме про Воителя. Чидл отметил, что Marvel начала разработку фильма в январе 2011 года и предположил, что был нанят сценарист; Джо Роберт Коул встретился с Marvel и представил свою концепцию фильма, однако Marvel решила больше не заниматься проектом из-за планов на «Железного человека 3» (2013). Затем Коул присоединился к программе сценаристов Marvel. В апреле 2019 года Чидл рассказал, что, хотя и не уверен в возможном сюжете, фильм мог бы исследовать напряжённость между военной работой Роудса и «меняющимся миром».
В декабре 2020 года было объявлено о создании сериала «Войны в доспехах», название и сюжет которого основаны на одноимённой сюжетной линии комиксов 1987—1988 годов. Яссер Лестер присоединился к проекту в качестве главного сценариста в августе 2021 года. Идеи Лестера для сериала впечатлили продюсеров и Дона Чидла, а издание «Deadline Hollywood» предположило, что у Лестера было «преимущество» перед другими претендентами на должность сценариста из-за его совместной работы с Чидлом над сериалом «Чёрный понедельник». Исполнительными продюсерами сериала выступали Кевин Файги, Луис Д’Эспозито, Виктория Алонсо и Брэд Уиндербаум:21–22; Лестер и руководитель по вопросам производства и разработки Дженна Бергер также стали исполнительными продюсерами.

### Разработка
В сентябре 2022 года студия Marvel Studios решила переработать сериал в полнометражный фильм после того, как поняла, что история, которую они хотят рассказать, больше подходит для фильма, чем для сериала. Чидл остался в главной роли, а Лестер остался в качестве сценариста фильма.

### Сценарий
Процесс написания сценария начался в марте 2021 года. Дон Чидл рассказал, что смерть Тони Старка / Железного человека в фильме «Мстители: Финал» (2019) повлияет на события сериала, в котором будут рассмотрены технологические улучшения костюма Воителя. Чидл выразил надежду, что в сериале сюжетные линии комиксов вплетутся в киновселенную Marvel, что «заставит эти миры работать вместе». В июне 2021 года генеральный директор Disney Боб Чапек отметил, что «Войны в доспехах» понравятся фанатам Железного человека, которые хотели увидеть подобный проект, а месяц спустя Чидл рассказал, что в скором времени присоединится к команде сценаристов, чтобы помочь при раскрытии сюжета и обсуждении структуры сериала. В октябре Чидл подтвердил, что сериал всё ещё находится на ранних стадиях разработки, и выразил воодушевление по поводу «отделения» Роудса от Старка и Мстителей после «Финала», что позволит уделить больше раскрытию самого Воителя.

### Кастинг
Одновременно с анонсом сериала в декабре 2020 года было подтверждено, что Дон Чидл вернётся к роли Джеймса Роудса / Воителя. В октябре 2021 года стало известно, что Уолтон Гоггинс вернётся в сериале к роли Сонни Бёрча из фильма «Человек-муравей и Оса» (2018).

### Съёмки
Ожидается, что съёмки начнутся на студии Trilith в Атланте под рабочим названием «Ригатони» (англ. Rigatoni). Изначально, по словам Чидла, съёмки должны были начаться в первой половине 2021 года.

## Релиз
Изначально «Войны в доспехах» должны были выйти в качестве сериала на стриминговом сервисе Disney+, однако в сентябре 2022 года было объявлено о переработке сериала в полнометражный фильм, премьера которого состоится в кинотеатрах. Фильм станет частью Шестой фазы КВМ.